# اپوس

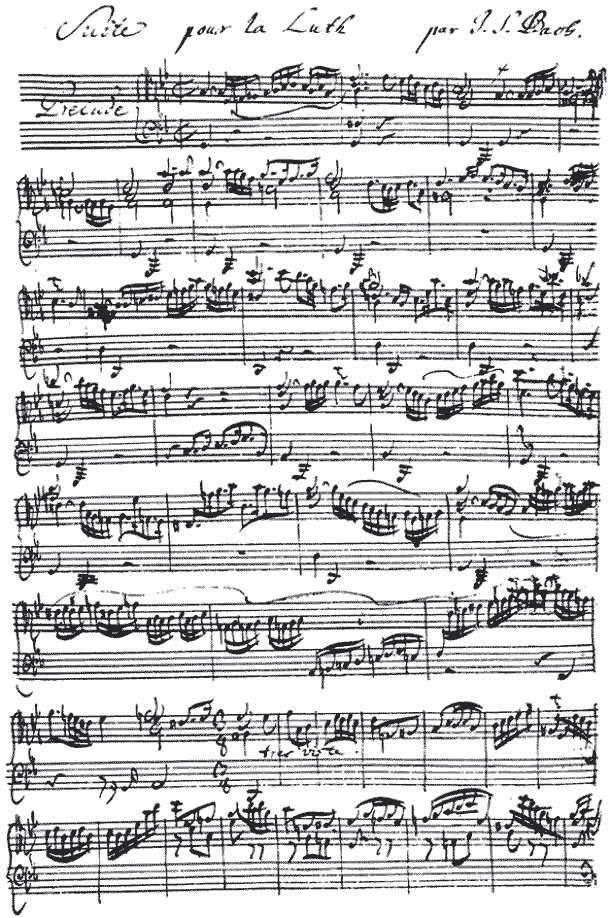
تصویری از اپوس

اپوس یا شماره اثر (به لاتین: opus)، در موسیقی دورهٔ کلاسیک، دربرگیرنده شمارهٔ کلی‌ای‌ست که هر آهنگساز برای انتشار یک اثر یا مجموعه آثار خود اختصاص می‌دهد تا از این طریق به تشخیص آن‌ها کمک کند. این سامانه به‌طور گسترده در طول تاریخ موسیقی به‌وسیلهٔ آهنگ‌سازان استفاده شده‌است. این شماره‌گذاری از اوایل سدهٔ هفدهم توسط آهنگ‌سازان مورد استفاده قرار گرفت.
این شماره‌ها در واقع توسط آهنگ‌ساز آثار، یا زیرنظر او، در هنگام دسته‌بندی برای انتشار به آن‌ها اختصاص داده می‌شده یا می‌شود. برای نمونه، "اثر شماره یک از مجموعهٔ ۱۰" یا، به‌طور معمول‌تر، "اپوس ۱۰، شمارهٔ ۱" (به انگلیسی: "Op. 10, No. 01").
این آثار ممکن است از هر نوع فرمی نظیر سونات، سمفونی، کنسرتو، اوورتور و دیگر فرم‌ها باشند. عموماً در گذشته این کار برای تنوع و عدم یکنواختی در آثار ارائه‌شده انجام می‌شد.